# Shéu Han
Shéu Han (Inhassoro, 3 agosto 1953) è un ex calciatore portoghese, originario del Mozambico, di ruolo centrocampista.

## Carriera

### Club
Nativo del Mozambico, trascorse nel Benfica l'intera sua carriera, dal 1970 al 1989, disputando 349 gare e segnando 33 volte. In questo lasso di tempo ottenne 9 titoli nazionali e 6 coppe. Inoltre ottiene due argenti europei: nel 1983 in Coppa UEFA (sconfitto dall'Anderlecht) e nel 1988 in Coppa dei Campioni (vincitore il PSV).

### Nazionale
Gravitò in Nazionale per un decennio (24 apparizioni e un gol) ritirandosi sul finire del 1986. L'esordio avvenne il 7 aprile 1976, a Torino contro l'Italia, che vinse 3-1 quella amichevole. L'ultima apparizione si data invece al 29 ottobre 1986, qualificazioni all'Europeo tedesco del 1988: a Berna la partita finì 1-1 con gli svizzeri. Nonostante i 10 anni di militanza, la Nazionale gli permise solo 24 apparizioni, con 1 gol.

## Palmarès
- Campionato portoghese: 9

Benfica: 1972-1973, 1974-1975, 1975-1976, 1976-1977, 1980-1981, 1982-1983, 1983-1984, 1986-1987, 1988-1989
- Coppa di Portogallo: 6

Benfica: 1979-1980, 1980-1981, 1982-1983, 1984-1985, 1985-1986, 1986-1987
- Supercoppa di Portogallo: 2

Benfica 1980, 1985
- Iberian Cup: 1

Benfica: 1983